# Henri Guilbeaux
Henri Guilbeaux, (Verviers, Bèlgica, 5 de novembre del 1884 - París, 15 de juny del 1938) fou un activista polític de tendència socialista, escriptor i periodista que destacà per la seva actitud pacifista durant la Primera Guerra Mundial a l'exili primer a Suïssa i posteriorment a Rússia.